# Kinematoscopio

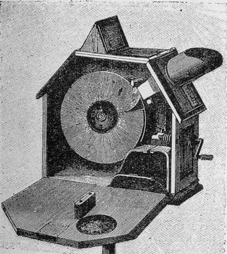
Composición interna del kinematoscopio patentado por Coleman Sellers

El kinematoscopio es un mecanismo que lograba animar una serie de fotografías fijas montadas sobre una rueda giratoria con paletas, convirtiéndose en la primera máquina en crear ilusión del movimiento de personas. Este aparato fue patentado por el ingeniero y profesor del Instituto Franklin  estadounidense Coleman Sellers II en 1861 (Patente estadounidense n.º 31357). 
Este invento forma parte de uno de los tantos inventos que buscaban, en el siglo XIX, representar la ilusión del movimiento.

## Mecanismo
Este invento consistía en la observación de una serie de imágemes fijas montadas en una rueda giratoria que se movía a gran velocidad y creaba así la ilusión de movimiento. Estas imágenes se veían a través de una caja con un visor estereoscópico. Este mecanismo se anticipó al principio del mutoscopio pero se basó en el principio del estereoscopio, el cual permitía ver dos imágenes ligeramente distintas en relieve(1832).
Para la toma de las primeras imágenes, Sellers colocó a sus hijos trabajando en su fábrica en Filadelfia. Estas fotografías estaban estereoscópicamente producidas por cámaras de doble lente. 

## Biografía de Coleman Sellers (1827-1902)
Sellers era un distinguido científico, ingeniero e inventor. Fue elegido profesor de mecánica en el Instituto Franklin en 1881, adquiriendo el cargo de profesor no-residente de ingeniería en el Instituto tecnológico Stevens en 1888, recibiendo el premio honorífico de St. Olaf por el Rey de Suiza en 1877. 

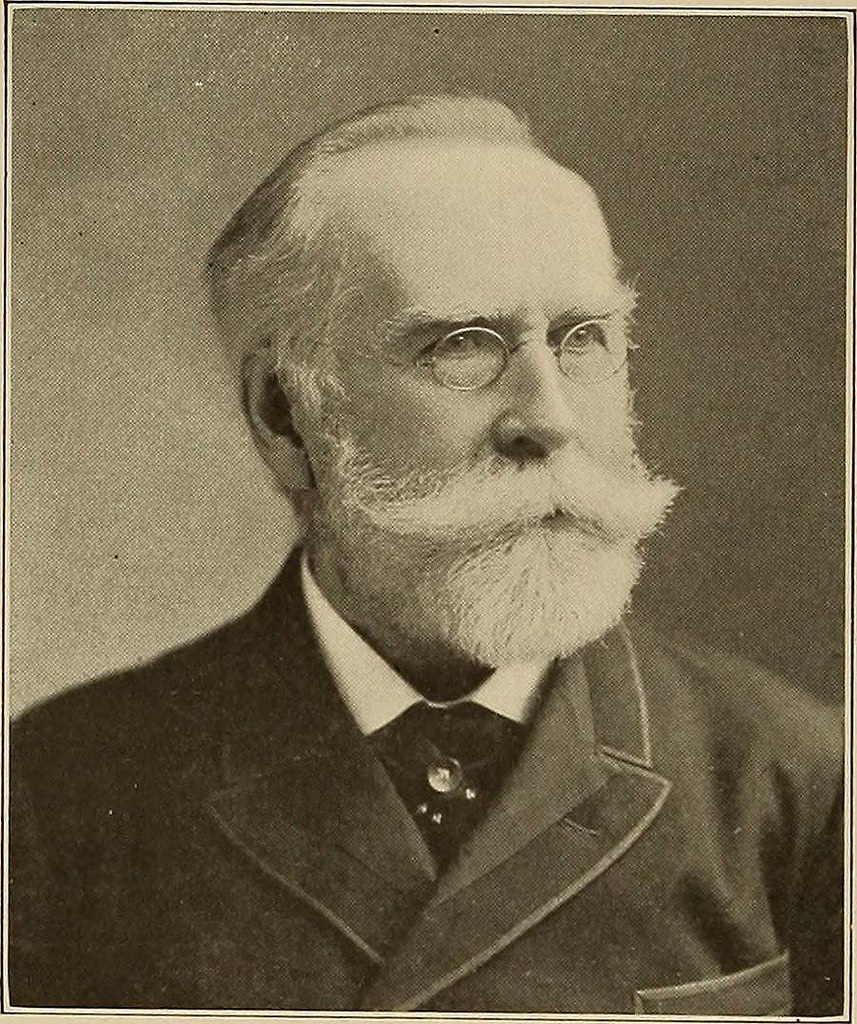
Científico, ingeniero e inventor Coleman Sellers (1827-1902)

Desde su niñez, Sellers era conocido en el arte de la magia y desde 1861 hasta 1863 fue miembro y corresponsal del British Journal de Fotografía.
En un principio el kinematoscopio tenía dificultades para proyectar las fotografías en movimiento al público y ofrecer una sensación de movimiento. No obstante, a medida que la velocidad de las emulsiones fotográficas fue aumentando, el movimiento real de estas poses fijas comenzó a percibirse como movimiento.
En 1870 Hejry Hiyl (Filadelfia) utilizó este principio para la proyección de cuadros en movimiento sobre un telón.
En uno de los cortos animados de Disney, el pato Donald se encuentra con un kinematoscopio y observa la secuencia de fotos de una danza de los 7 velos.